# Constantin Lăzărescu (militar)
Constantin Lăzărescu (n. 8 noiembrie 1877 - d. ?) a fost unul dintre ofițerii Armatei României, care a exercitat comanda unor mari unități și unități militare, pe timp de război, în perioada Primului Război Mondial și operațiilor militare postbelice. 

## Cariera militară
După absolvirea școlii militare de ofițeri cu gradul de sublocotenent, Constantin Lăzărescu a ocupat diferite poziții în cadrul unităților de artilerie sau în eșaloanele superioare ale armatei, cea mai importantă fiind cea de colonel.
În perioada Primului Război Mondial a îndeplinit funcțiile de comandant al Regimentul 1 Infanterie (1916-1918).
În cadrul acțiunilor militare postbelice, a comandat Brigada 13 Artilerie, în timpul operației ofensive la vest de Tisa.:p. 325

## Decorații
- Crucea „Meritul Sanitar”.[1]:p. 22